# الفرع الربلي الموصل للعصب الشظوي الأصلي
الفرع الربلي الموصل للعصب الشظوي الأصلي هو العصب الذي ينشأ منه العصب الربلي. يكون هذا الفرع غير موجودًا في حوالي 20% من الحالات.